# نئوبعثیسم

پرچم جمهوری متحد عربی که توسط سوریه بعثی دوباره از ۱۹۸۰ تا ۲۰۲۴ مورد استفاده قرار گرفت و معمولاً نماد نئوبعثیسم است که توسط وفاداران رژیم سرنگون شده اسد نیز استفاده می‌شود.

نئوبعثیسم، گرایشی چپ افراطی از بعثیسم است که پس از ششمین کنگره ملی حزب بعث در سپتامبر ۱۹۶۳، به ایدئولوژی دولتی سوریه بعثی تبدیل شد. در نتیجه کودتای ۱۹۶۶ سوریه که توسط کمیته نظامی نئوبعث به رهبری صلاح جدید و حافظ اسد راه‌اندازی شد، شاخه منطقه‌ای حزب بعث در سوریه به یک سازمان نظامی تبدیل شد که کاملاً مستقل از فرماندهی ملی حزب اصلی بعث شد.
نئوبعثیسم، به عنوان انحرافی از بعثیسم، توصیف شده است که با تأکید بر سابقه ارتش و پاکسازی رهبری کلاسیک بعثی گارد قدیمی، از جمله میشل عفلق و صلاح‌الدین بیطار، از مبانی ایدئولوژیک پان عربیستی خود فاصله گرفته است. رژیم نئوبعثی سوریه که از ایدئولوژی‌های چپ افراطی مانند سوسیالیسم انقلابی و مارکسیسم حمایت می‌کرد، پان‌عربیسم را کنار گذاشت و به دنبال تقویت روابط با اتحاد جماهیر شوروی رفت و با ملی‌گرایان عرب مانند ناصری‌ها و بعثی‌های عراق، به‌ویژه طرفداران صدام حسین، درگیر شد. افسران نئوبعثی، از زمان به دست گرفتن قدرت در رژیم بعثی سوریه در پی کودتای ۱۹۶۳ سوریه، نخبگان غیرنظامی سنتی را پاکسازی کردند تا یک دیکتاتوری نظامی که در خطوط تمامیت‌خواهی عمل می‌کرد، برقرار کنند.
نئوبعثیسم، اساساً با «اسدیسم»، مرتبط است که بر اساس سیاست‌های دولت‌های متوالی حافظ اسد و پسرش، بشار اسد، استوار است. این نظام که عمدتاً با خویشاوندسالاری و فرقه‌گرایی شناخته می‌شد، با به دست گرفتن قدرت توسط حافظ اسد در کودتای ۱۹۷۰ سوریه، منجر به تثبیت سلطه اقلیت علوی در ارتش و نیروهای امنیتی شد. تبلیغات دولتی، اسدیسم را به عنوان جریانی نئوبعثی، نشان می‌داد که ایدئولوژی بعثی را با نیازهای دوران مدرن، تطبیق داده است. نئوبعثیسم توسط بنیان‌گذار ایدئولوژی بعثی، میشل عفلق، به دلیل انحراف از اصول اولیه بعثیسم، مورد انتقاد قرار گرفته است.
مجموعه‌ای از حملات انقلابی که توسط فرماندهی عملیات نظامی و شبه‌نظامیان متحد آن در اواخر ۲۰۲۴ آغاز شد، منجر به سقوط رژیم اسد در دسامبر ۲۰۲۴ شد. از آن زمان، بقایای دستگاه نظامی بعث و وفاداران به خانواده اسد، وارد درگیری‌های خشونت‌آمیز در سراسر پایگاه‌های علوی در لاذقیه، طرطوس و بخش‌هایی از غرب سوریه شده‌اند.